# 泉山朗土
泉山 朗土（いずみやま ろうど、1974年 -）は、福岡県福岡市在住の映像クリエイター。主な作品はドキュメンタリー映画で一ノ瀬響との共作作品「名前のない道」がある。
株式会社ボクスグラフ代表取締役。

## 経歴と人物
1974年 東京生まれ。武蔵野美術大学卒。
2014年、「田中忠三郎が伝える精神」展（十和田市現代美術館）「とっとっと？きおく×キロク＝」展（福岡県立美術館）などに出品のほか、撮影監督としてSusan Norrieの全撮影を手掛けた”SHOT” Edinburgh International Festival 2009/ “TRANSIT” YOKOHAMA TRIENNALE 2011に出展。近年、津波被災エリアの取り組みを記録するドキュメント制作や、障がい者表現活動をテーマにしたプロジェクトに参画のほか、アートドキュメントを核とした社会活動としての映像制作に取り組んでいる。
2015年、株式会社ボクスグラフ設立。